# ジョン・ハリディ
ジョン・ハリディ（英語: Jon Halliday、1939年6月28日－）は、ロシア史研究家、ロンドン大学キングス・カレッジ・ロンドンの元上級客員研究員。

## 経歴
オックスフォード大学で学びんだ。西ロンドン地区のノッティング・ヒル在住。
本来ロシア史が専門であるが、映画監督のダグラス・サーク及びピエル・パオロ・パゾリーニへのインタビュー本も刊行している。他に7冊の著書・編著がある。妻との共同研究をもとにした毛沢東の伝記『マオ 誰も知らなかった毛沢東』は世界的なベストセラーとなったが、学界からの多くの批判も受けた。
重村智計は、ハリディが朝鮮戦争について北朝鮮寄りの歴史修正主義的解釈を行っている研究者であると指摘している。

## 家族・親族
- 弟：フレッド・ハリディは歴史家[2]。
- 妻：ユン・チアンは作家。1991年に結婚。

## 著書
単著
- A Political History of Japanese Capitalism, (Pantheon Books, 1975)

共著
- Japanese Imperialism Today, with Gavan McCormack, (Monthly Review Press, 1973)

『日本の衝撃―甦える帝国主義と経済侵略』林理介訳、実業之日本社 1973年
- Mme Sun Yat-Sen (Soong Ching-ling), with Jung Chang, (Penguin Books, 1986)
- Korea: the Unknown War, with Bruce Cumings, (Pantheon Books, 1988)

『朝鮮戦争―内戦と干渉』清水知久訳、岩波書店 1990年
- Mao: the Unknown Story, with Jung Chang, (A. A. Knopf, 2005)
  - 『マオ―誰も知らなかった毛沢東』土屋京子訳、講談社 2005年
  - 改題『真説 毛沢東―誰も知らなかった実像』講談社＋α文庫 2016年

編著
- Sirk on Sirk: Interviews with Jon Halliday, (Secker and Warburg, 1971, new ed., 1997)

『サーク・オン・サーク』明石政紀訳、Infasパブリケーションズ, 2006年
- The Artful Albanian: Memoirs of Enver Hoxha, (Chatto & Windus, 1986)
- Pasolini on Pasolini: Interviews with Jon Halliday

『パゾリーニとの対話』波多野哲朗訳、晶文社 1972年
共編著
- The Psychology of Gambling, co-edited with Peter Fuller, (Lane, 1974).